# Seenerz
Der Seenerz oder Seewiesel (Neogale macrodon, Syn.: Neovison macrodon, Mustela macrodon) ist eine ausgerottete Raubtierart aus der Familie der Marder (Mustelidae). Er lebte an der nordamerikanischen Atlantikküste und ist im 19. Jahrhundert durch übermäßige Bejagung ausgerottet worden.

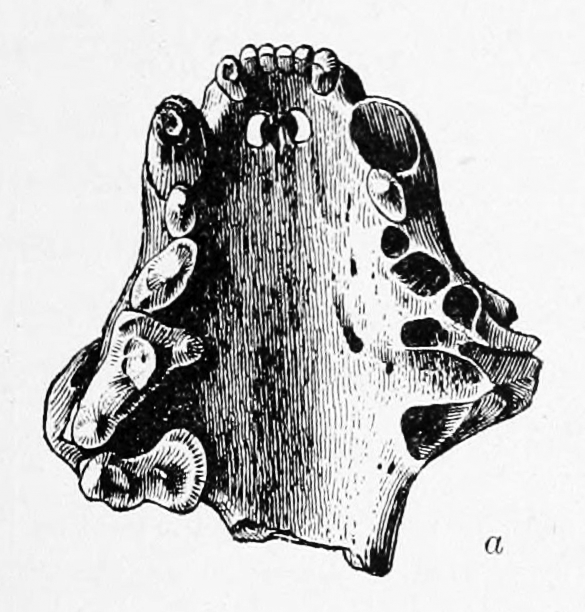
Teil des Schädelknochens (Gaumenplatte, Skizze)

Der Seenerz ähnelte im Körperbau dem eng verwandten Amerikanischen Nerz, wurde aber deutlich größer. Allerdings gibt es keine komplett erhaltenen Exemplare, sondern nur Berichte und Knochenfragmente, so dass genaue Angaben schwierig sind. Die Kopf-Rumpf-Länge wird auf 66 Zentimeter geschätzt, wozu noch ein rund 25 Zentimeter langer Schwanz kam. Das Fell war rauer und rötlicher als das des Amerikanischen Nerzes.
Das Verbreitungsgebiet des Seenerzes erstreckte sich entlang der Atlantikküste Neuenglands und Südostkanadas und reichte von Massachusetts bis New Brunswick. Sein Lebensraum waren felsige Küstenabschnitte. Seenerze waren vermutlich nachtaktive Einzelgänger, die sich tagsüber in Baue oder Felsspalten zurückzogen. Die Nahrung bestand vermutlich vorwiegend aus Fischen und Krebsen.
Weil diese Tiere größer waren als die Amerikanischen Nerze, war die Pelzjagd effektiver und brachte mehr Gewinn. Das wurde ihnen zum Verhängnis. Jäger ließen Hunde nach den Tieren suchen und gruben sie dann aus oder räucherten die Baue aus. Seit der zweiten Hälfte des 19. Jahrhunderts sind sie ausgerottet, das letzte Exemplar soll 1894 in Neubraunschweig erlegt worden sein. Ihr Verbreitungsgebiet wurde in der Folge vom Amerikanischen Nerz besetzt.